# Ристич, Михайло
Миха́йло Ри́стич (серб. Михаило Ристић; 31 октября 1995, Биелина, Босния и Герцеговина) — сербский футболист, защитник и полузащитник испанского клуба «Сельта» и сборной Сербии.

## Клубная карьера
Михайло начинал заниматься футболом в команде «Рудар» из города Углевик, Республика Сербская. В начале 2013 года Ристич присоединился к молодёжной команде «Црвены звезды».
В последнем, тридцатом туре сезона 2012/13 Михайло был включён в заявку на матч против «Войводины», однако на поле так и не появился. В июле 2014 года Ристич подписал свой первый профессиональный контракт.
Дебют Ристича в составе «Црвены звезды» состоялся 9 августа 2014 года, когда он на 82-й минуте заменил Вукана Савичевича в игре с клубом «Раднички» из Ниша.
Перед сезоном 2017/18 подписал контракт с российским клубом «Краснодар». В чемпионате России дебютировал 31 июля в гостевом матче против московского «Спартака» (0:2), выйдя на замену на 75-й минуте.
С января 2019 года — игрок французского «Монпелье».

## Карьера в сборной
Ристич выступал за юношескую сборную Сербии (до 19 лет). Принимал участие в юношеском чемпионате Европы 2014, сыграл на турнире 3 матча.

## Достижения
«Црвена Звезда»
- Чемпион Сербии: 2013/14, 2015/16

«Бенфика»
- Чемпион Португалии: 2022/23